# Andrzej Andrysiak
Andrzej Andrysiak (ur. 16 października 1939 w Barchnowach) – polski polityk, działacz związkowy, poseł na Sejm I kadencji.

## Życiorys
Ukończył w 1964 studia na Wydziale Matematyczno-Fizyczno-Chemicznym Uniwersytetu im. Adama Mickiewicza. W latach 1991–1993 sprawował mandat posła na Sejm I kadencji, wybranego z listy Porozumienia Obywatelskiego Centrum w okręgu opolskim. Należał później do PPChD, w 2001 był wśród założycieli Prawa i Sprawiedliwości w mieście i powiecie Kędzierzyn-Koźle. Od 1998 do 2002 zasiadał w radzie powiatu kędzierzyńsko-kozielskiego z listy AWS.
Po zakończeniu pracy w parlamencie zajął się działalnością związkową w ramach NSZZ „Solidarność”. Zatrudniony w Instytucie Ciężkiej Syntezy Organicznej.